# مايك بينير
مايك بينير (بالإنجليزية: Mike Pinner)‏ هو لاعب كرة قدم بريطاني في مركز حراسة المرمى، ولد في 16 فبراير 1934 في بوسطن في المملكة المتحدة. لعب مع أستون فيلا وسوانزي سيتي وشيفيلد وينزداي وكورنثيان كاشولز وكوينز بارك رينجرز وليسبورن ديستليري ومانشستر يونايتد ونادي تشيلسي ونادي ليتون أورينت.

## وصلات خارجية
- مايك بينير على موقع قاعدة بيانات كرة القدم.إي يو (الإنجليزية)
- مايك بينير على موقع عالم كرة القدم.نت (الإنجليزية)
- مايك بينير على موقع أوليمبيديا (الإنجليزية)